# Passion and Warfare
Passion & Warfare é o segundo álbum de estúdio do guitarrista virtuoso estadunidense Steve Vai, lançado em setembro de 1990. Inspirado numa série de sonhos que o Vai teve quando mais jovem, o álbum foi descrito pelas seguintes palavras pelo próprio guitarrista: “Jimi Hendrix encontra Jesus Cristo em uma festa que Ben Hur organizara para Mel Blanc.”
Segundo a RIAA, este disco tem certificação de ouro.
Entre 1992 a 1995, a faixa "Liberty" foi usada pela TV Globo São Paulo, como trilha sonora de suas manutenções pela madrugada.

## Receptividade
| Críticas profissionais | Críticas profissionais |
| Avaliações da crítica  | Avaliações da crítica  |
| Fonte                  | Avaliação              |
| ---------------------- | ---------------------- |
| All Music Guide        | [ 4 ]                  |

O site allmusic.com descreveu este álbum como "o mais rico e melhor álbum guitarrístico-virtuoso de hard rock dos anos 1980"

## O Álbum
| “ | "Este é o disco mais importante da minha carreira, acredito. Porque além de vir de uma fase bem antiga, tinha música muito diferenciada, excessiva e com vários tipos de guitarra. Eu vejo ele hoje de uma forma bem especial, musicalmente falando. Mas pelo sucesso que obteve naquela época, eu acho que foi realmente o trabalho mais importante da minha carreira." | ” |

Passion and Warfare foi inspirado em uma série de sonhos do Vai, e marca o início de sua carreira-solo propriamente dita – Flex-Able foi lançado no mercado quando o guitarrista ainda estava envolvido em outros projetos. Assim, este pode ser considerado o primeiro álbum que ele mostra ao mundo o que era capaz de fazer quando deixava sua mente trabalhar livre de qualquer pré-conceito.
O próprio Vai afirmou em entrevista que o planejamento do álbum começou já em 1982, mas foi arquivado por um período, depois de entrar no supergrupo The David Lee Roth Band. Ele só voltaria a pensar novamente no álbum em 1989, após deixar a banda.

### Métodos de Gravação e Equipamentos
Para gravar este álbum, Vai utilizou-se de várias técnicas de gravação incomuns até então. Para o que viria a ser sua canção mais famosa, "For the Love of God", ele jejuou durante dez dias e gravou a canção no quarto dia do jejum. "Blue Powder" foi originalmente gravada em 1986, como uma canção de demonstração dos amplificadores Carvin, usando seu amplificador X-100B, e dando para a revista Guitar player em formato flexi disc. Vai foi apresentado para Carvin por seu mentor, Frank Zappa, que também usava o X-100B. As baterias foram posteriormente regravadas para o álbum.
O equipamento utilizado para gravar o álbum foi: Guitarras "Ibanez JEM" e "Charvel Green Meanie guitar", Guitarra de sete cordas modelo "Ibanez Universe UV77MC" (que é a que aparece na capa do álbum); Amplificadores "Marshall JCM900" e "Carvin X-100B"; Pré-amplificador "ADA MP-1"; Pedaleira de distorção "Boss DS-1"; Harmonizadores "Eventide H3000" e "Lexicon 480L".

### Faixas
| N.º            | Título                      | Duração |  |
| 1.             | "Liberty"                   | 2:02    |  |
| 2.             | "Erotic Nightmares"         | 4:13    |  |
| 3.             | "The Animal"                | 3:55    |  |
| 4.             | "Answers"                   | 2:41    |  |
| 5.             | "The Riddle"                | 6:22    |  |
| 6.             | "Ballerina 12/24"           | 1:45    |  |
| 7.             | "For the Love of God"       | 6:02    |  |
| 8.             | "The Audience Is Listening" | 5:30    |  |
| 9.             | "I Would Love To"           | 3:40    |  |
| 10.            | "Blue Powder"               | 4:44    |  |
| 11.            | "Greasy Kid's Stuff"        | 2:57    |  |
| 12.            | "Alien Water Kiss"          | 1:10    |  |
| 13.            | "Sisters"                   | 4:07    |  |
| 14.            | "Love Secrets"              | 3:35    |  |
| Duração total: | Duração total:              | 52:43   |  |

### Créditos Musicais
- Steve Vai - Guitarra, Guitarra de sete cordas, Eventide H3000, Teclados (faixas 1, 3, 5, 7, 11), Baixo elétrico (faixas 8, 9, 11)
- Stuart Hamm - Baixo elétrico (faixas 2 - 5, 7, 10, 13)
- Chris Frazier - Bateria (faixas 1 - 5, 8, 10, 11, 13)
- Tris Imboden - Bateria (faixas 7, 9)
- David Rosenthal - Teclados (faixas 2, 9, 13), backing vocals
- Bob Harris - Teclados (faixa 10), backing vocals
- Pia Maiocco (creditada como Pia Vai) - Teclados (faixa 4)

#### Créditos Adicionais
- David Coverdale - Vocais em For the Love of God
- Nancy Fagen - Vocais em The Audience Is Listening
- Jamie Firlotte - vocais de garotinho em The Audience Is Listening
- Rudy Sarzo - backing vocals
- Adrian Vandenberg - backing vocals
- Pascal Fillet - backing vocals
- Laurel Fishman - backing vocals
- Lillian Vai - backing vocals
- Pam Vai - backing vocals
- Joel Kaith - backing vocals
- Corky Tanassy - backing vocals
- Jamie Kornberg - backing vocals
- Lauren Kornberg - backing vocals
- Corinne Larue - backing vocals
- Famin' - backing vocals
- Darla Albright - backing vocals
- Laura Gross - backing vocals
- Rupert Henry - backing vocals
- Suzanna Harris - backing vocals
- Julian Angel Vai - backing vocals
- Pascal Fillet – mixagem
- Bernie Grundman – masterização

### Desempenho nas Paradas Musicais

#### Álbum
| Ano                      | Ranking | Posição             | Dia           | Ref. |
| ------------------------ | ------- | ------------------- | ------------- | ---- |
| 1990                     |         |                     |               |      |
| The Billboard 200        | #18     | 30 de Junho de 1990 | [ 9 ] [ 10 ]  |      |
| Australian Albums Chart  | #25     |                     | [ 11 ]        |      |
| Canadian RPM Top Albums  | #27     |                     | [ 12 ]        |      |
| Dutch Albums Chart       | #32     |                     | [ 10 ]        |      |
| New Zealand Albums Chart | #12     |                     | [ 10 ]        |      |
| Swedish Albums Chart     | #27     |                     | [ 10 ]        |      |
| Schweizer Hitparade      | #35     |                     | [ 13 ]        |      |
| U.K. Albums Chart        | #8      |                     | [ 14 ] [ 15 ] |      |

#### Musicas
| Ano  | Canção          | Ranking         | Posição | Ref.  |
| ---- | --------------- | --------------- | ------- | ----- |
| 1990 | I Would Love To | Mainstream Rock | #38     | [ 9 ] |

### Vendagens e Certificações
| País           | Órgão | Certificação | Vendas    | Ref.   |
| -------------- | ----- | ------------ | --------- | ------ |
| Austrália      | ARIA  | Ouro         | 35.000 +  | [ 16 ] |
| Canadá         | CRIA  | Ouro         | 50.000 +  | [ 17 ] |
| Estados Unidos | RIAA  | Ouro         | 850.000 + | [ 2 ]  |
| Nova Zelândia  | RMNZ  | Ouro         | 7.500 +   | [ 18 ] |
| Reino Unido    | BPI   | Prata        | 500.000 + | [ 19 ] |

### Prêmios e Indicações

#### Álbum
| Ano  | Prêmio                                     | Indicação                                  | Resultado | Observação              | Ref.          |
| ---- | ------------------------------------------ | ------------------------------------------ | --------- | ----------------------- | ------------- |
| 1990 | 32o Grammy Awards                          | Best Rock Instrumental Album               | Indicado  |                         | [ 20 ]        |
| 1990 | Revista Guitar World                       | Best Album                                 | Venceu    |                         |               |
| 1990 | Revista Select                             | Best Album                                 | Venceu    |                         |               |
| 1990 | Revista Guitar for the Practicing Musician | Reader's Choice – Guitar Album of the Year | Venceu    |                         |               |
| 1990 | Revista Guitar Player                      | Best Guitar Album                          | Venceu    |                         |               |
| 1990 | Revista RAW                                | Best Selling Album                         | Indicado  | 10o lugar               |               |
| 1991 | Revista Making Music                       | Best Album                                 | Venceu    |                         |               |
| 2010 | Revista Guitar World                       | Top 10 Classic Shred Albums                | incluído  | 5a posição              | [ 21 ] [ 22 ] |
| 2011 | Revista Guitar World                       | Top 10 Classic Shred Albums - Readers Poll | incluído  | 3a posição              | [ 23 ]        |
| 2013 | Revista Guitar World                       | 30 Greatest Shred Albums Of All Time       | incluído  | 2a posição - Golden Era | [ 24 ]        |

#### Músicas
| Ano  | Música                    | Prêmio               | Indicação                                             | Resultado | Observação | Ref.   |
| ---- | ------------------------- | -------------------- | ----------------------------------------------------- | --------- | ---------- | ------ |
| 1990 | I Would Love To           | Revista RAW          | Best Selling Promo Video                              | Indicado  |            |        |
| 1990 | The Audience Is Listening | Revista RAW          | Best Selling Promo Video                              | Indicado  |            |        |
| 2013 | The Riddle                | Revista Guitar World | The 10 Greatest Seven-String Guitar Songs of All Time | incluída  | 2a posição | [ 25 ] |

## Edição Comemorativa de 25 anos
| Críticas profissionais | Críticas profissionais |
| Avaliações da crítica  | Avaliações da crítica  |
| Fonte                  | Avaliação              |
| ---------------------- | ---------------------- |
| PopMatters             | (9/10)                 |

Como parte das celebrações dos 25 anos do lançamento do álbum, foi lançado no dia 24 de junho de 2016 uma edição especial remasterizada do "Passion and Warfare" chamada "Passion and Warfare 25th Anniversary Edition". As faixas de "Passion And Warfare" foram remasterizadas, o álbum ganhou 4 músicas adicionais - que foram gravadas nas sessões de gravação do disco - e veio como um CD duplo. O CD1  terá somente canções inéditas, baseadas em esboços de músicas que foram escritas e gravadas por Vai para o álbum “Flex-Able”, de 1984, e foi intitulado de "Modern Primitive". Foram alojados em uma embalagem com um livreto de 20 páginas para o "Modern Primitive" e um de 24 páginas para o "Passion and Warfare". A capa do álbum também foi ligeiramente modificada.
Em março de 2016, a Ibanez já havia anunciado que iria lançar uma edição limitada da guitarra UV77 em três acabamentos diferentes. Foram disponibilizadas em três combinações de cores multi-dimensionais que representam os esquemas de cores originais da capa do disco.
Além disso, o próprio Vai anunciou a turnê mundial "Passion and Warfare 25th Anniversary Tour". Nela, “Passion And Warfare” será executado na íntegra. “Tocar esse disco completo sempre foi um sonho. Sinto-me um músico muito melhor hoje e pronto para o desafio”, declarou o guitarrista.

### Pré-Lançamento
Das 4 músicas adicionais do álbum, 2 já haviam sido lançadas anteriormente via "VaItunes Music Download Store", em 2004. A faixa 17 ("As Above") e a faixa 18 ("So Below"), originalmente eram, respectivamente, a canção de abertura e de encerramento do álbum The Ultra Zone, de 1999.
No dia 7 de Junho de 2016, "Lovely Elixir", a terceira das 4 canções extras, foi liberada para audição. Ela tem uma sonoridade muito parecida com a canção "Europa (Earth's Cry Heaven's Smile)", do Santana. Em 2009, em uma entrevista ao site "Aol.com", Vai elencou 10 faixas de guitarristas que eram suas preferidas. Esta do Santana ficou na 1a posição. "Para mim, esta canção é o mais próximo que cheguei de ouvir a voz de Deus em uma guitarra elétrica. É a perfeição espiritual melódica.", disse ele.

### Faixas
| N.º            | Título                                                     | Duração |  |
| 1.             | "Liberty"                                                  | 2:02    |  |
| 2.             | "Erotic Nightmares"                                        | 4:13    |  |
| 3.             | "The Animal"                                               | 3:55    |  |
| 4.             | "Answers"                                                  | 2:41    |  |
| 5.             | "The Riddle"                                               | 6:22    |  |
| 6.             | "Ballerina 12/24"                                          | 1:45    |  |
| 7.             | "For the Love of God"                                      | 6:02    |  |
| 8.             | "The Audience Is Listening"                                | 5:30    |  |
| 9.             | "I Would Love To"                                          | 3:40    |  |
| 10.            | "Blue Powder"                                              | 4:44    |  |
| 11.            | "Greasy Kid's Stuff"                                       | 2:57    |  |
| 12.            | "Alien Water Kiss"                                         | 1:10    |  |
| 13.            | "Sisters"                                                  | 4:07    |  |
| 14.            | "Love Secrets"                                             | 3:35    |  |
| 15.            | "Lovely Elixir (Bonus Track)"                              | 5:08    |  |
| 16.            | "And We Are One (Solo #2) (Bonus Track)"                   | 3:31    |  |
| 17.            | "As Above [SV Demo] (Bonus Track)"                         | 2:02    |  |
| 18.            | "So Below (Niels Bye Nielsen Orchestration) (Bonus Track)" | 2:15    |  |
| Duração total: | Duração total:                                             | 65:39   |  |

### Créditos Musicas Extras
- Steve Vai - Guitarras, teclados ("And We Are One") e produção
- Jeremy Colson - bateria ("Lovely Elixir", "And We Are One")
- Philip Bynoe - baixo (And We Are One)
- Niels Bye Nielsen - orquestração ("So Below")

### Turnê (Passion And Warfare 25th Anniversary World Tour)
Na turnê mundial do álbum, existem algumas participações especialíssimas, como de Joe Satriani e John Petrucci.
A participação de ambos foi gravada e é exibida num telão durante a performance do show. Diversos takes foram gravados para que não se torne repetitivo durante a tour.
Set List do Show
1. Bad Horsie

2. The Attitude Song

3. Gravity Storm

4. Whispering a Prayer
- Passion and Warfare (Part 1):

5. Liberty

6. Erotic Nightmares

7. The Animal

8. Answers (Guitar battle Joe Satriani video)

9. The Riddle

10. Ballerina 12/24

11. For the Love of God
- Passion and Warfare (Part 2):

12. The Audience Is Listening (Guitar battle John Petrucci video)

13. I Would Love To

14. Blue Powder

15. Greasy Kid's Stuff

16. Alien Water Kiss

17. Sisters

18. Love Secrets

19. Stevie's Spanking (Frank Zappa cover)

20. Build Me a Song

21. Racing the World

Encore:
22. Taurus Bulba